# Alex Riley
Kevin Robert Kiley, Jr. vagy művésznevén Alex Riley (Fairfax, Virginia, 1981. április 28. –) amerikai profi pankrátor, aki jelenleg a világ egyik legnagyobb pankrációs promoter cégének, a WWE-nek az egyik szupersztárja.

## Karrier a WWE-ben

### A kezdetek
Alex Riley 2007-ben kötött szerződést a WWE-vel. A szerződés értelmében Riley a WWE egyik kisebb promóciós cégéhez, a Florida Championship Wrestling-hez került, ahol Carson Oakley néven szerepelt és Scotty Goldman-nel alkotott csapatot, de ez a párosítás nem volt eléggé erős ahhoz, hogy 2008-ban megszerezzék az FCW Tag Team bajnoki címet.
Riley 2010. március 18-án megnyerte a Florida Championship Wrestling (FCW) nehézsúlyú bajnoki övét, amikor is egy Triple Threat meccsen legyőzte az akkor még kevésbé ismert Wade Barrett-et és Justin Gabrielt. Az övet azonban Mason Ryan 2010. július 22-én elvette tőle egy Triple Threat mérkőzésen, ahol a harmadik pankrátor Johnny Curtis volt.

### Az NXT, a RAW és a Miz
A pankrátor 2010. június 1-jén részt vett az NXT 2. szezonjában, ahol már a Riley nevet használta a ringben. Ebben a sorozatban a közönség előtt még viszonylag ismeretlen pankrátorok szerepelnek, akiket hat szupersztár támogat a felkészülésben és a világsztárrá válás útján. Riley mentora az egyik legmegosztóbb szupersztár, a Miz lett. Riley egy idő után a Miz leghűségesebb társává és elválaszthatatlan barátjává vált, akit folyamatosan támogatott a ringben és azon kívül. A Miz ezt a baráti kapcsolatot egy személyi kiszolgálói szerződéssel tette még szorosabbá. Riley mentorával való kapcsolata egészen a 2011-es Over The Limit (Túlpörgetve) elnevezésű gáláig tartott, ahol a Miz Alex Riley-val az oldalán az utóbbi évek legnagyobb szupersztárjának kikiáltott John Cenától nem tudta elvenni a világbajnoki övet egy I Quiet! (Ennyi volt!) mérkőzésen, s ezután a Miz mindenért Alex Riley-t hibáztatta.

### Egy barátság vége és a közönség új kedvence
A RAW (Nyers Erő) 2011. május 23-i adásában a csalódott Miz azt mondta, hogy az egyetlen ok amiért nem nyerte meg a WWE bajnoki címet, az nem más, mint Alex Riley. A Miz egy "értéktelen biomasszának" titulálta Riley-t, majd követelte hogy magyarázza meg tetteit. Riley erre azt mondta, hogy tulajdonképpen kettejük közül nem ő volt az, aki a meccsen kimondta, hogy "ennyi volt!".
A Miz úgy vélte, hogy Riley még csak nem is lenne a WWE-ben, ha ő nincs. Továbbá a Miz azt állította, hogy Riley a vele kötött személyi kiszolgálói szerződés okán nem mondhat fel neki, mert ő már azelőtt kirúgta őt, hogy beadta volna neki a felmondását. Ezután a két egykori barát és szövetséges egymásnak esett, de végül Alex Riley felülkerekedett az ellenfelén, és elkergette az egykori bajnokot a közönség nagy örömére. A Nyers Erő következő epizódjában Alex Riley ismét jól megverte a Miz-t, aki újra Riley szemébe vágta, hogy neki köszönhet mindent és nélküle nem lenne a WWE-ben. A Miz újabb legyőzése után óriási ováció fogadta Riley-t, amikor visszatért a szorítóba. Ekkor bebizonyosodott, hogy Riley-nak egyáltalán nincsen szüksége Miz-re, és tökéletesen megállja a helyét egyedül is a WWE-ben, mivel a meccsről meccsre egyre jobb teljesítményre képes a ringben.

## Magánélete
Riley édesapja sporttudósító volt az egyik legnépszerűbb amerikai sportcsatornánál, az ESPN-nél, míg az édesanyja korábban Virginia állam szépe volt. Gyerekkorában kevésbé érdekelte a pankráció, inkább az amerikai futballt és a kosárlabdát kedvelte. A Boston College Eagles amerikai focicsapatatában játszott a quarterback (irányító) szerepkörében.
Riley-nak van egy keresztet ábrázoló tetoválása a háta felső részén.
2010. november 10-én letartóztatták alkoholos befolyásoltság miatti vezetésért, mivel nem kívánta alávetni magát az ilyenkor szokásos vizsgálatoknak. Másnap 500 dolláros óvadék ellenében szabadon bocsátották. Az ellene emelt vádat végül 2011 júniusában ejtették.

## Fordítás
- Ez a szócikk részben vagy egészben  az   Alex Riley című angol Wikipédia-szócikk fordításán alapul.  Az eredeti cikk szerkesztőit annak laptörténete sorolja fel. Ez a jelzés csupán a megfogalmazás eredetét és a szerzői jogokat jelzi, nem szolgál a cikkben szereplő információk forrásmegjelöléseként.